# فیروز (بازیگر)
ستار داداش‌پور هریس (۱٣٢۱ خورشیدی سرآب - ۱۵ اسفند ۱٣٩۰ تهران) با نام هنری فیروز هنرپیشه، تهیه‌کننده سینما و رزمی‌کار اهل ایران بود.

## زندگی‌نامه
داداش‌پور در سال ۱۳۲۱ در سرآب زاده شد. او که سابقه فعالیت و قهرمانی ورزشی نیز داشته، پیش‌تر به‌نام فیروز شناخته می‌شد. آغاز بازی در سینما را از سال ۱۳۴۳ شروع کرد. در برخی از فیلم‌ها به‌عنوان تهیه‌کننده نیز فعال بوده‌است. ستار هریس بازی در فیلم‌هایی چون «دونیمه سیب»، «آبادانی‌ها»، «مرد پنجم»، «شاخ گاو»، «بالاتر از خطر» و «بدل کاران» را در کارنامه هنری خود ثبت کرده‌است.

وی یک هفته پیش از مرگش به دلیل سکته به کما رفته بود و سرانجام شب جمعه ۱۵ اسفندماه ۱۳۹۰ در سن ۶۹ سالگی در بیمارستان شهدای تجریش، تهران درگذشت. به گفته «داریوش هریس» فرزند وی:
پدرم چهار سال بود که از بیماری پارکینسون رنج می‌برد. وی به دلیل ورزش‌ها و نوع فعالیتش در سینما و ضربه‌های متعددی که به سرش خورده بوده، به این بیماری مبتلا شد.

## فیلم‌شناسی

### بازیگر
- دوازده صندلی (۱۳۹۰)
- بدلکاران (۱۳۷۶)
- بالاتر از خطر (۱۳۷۵)
- جهنم سبز (۱۳۶۴)
- شاخ گاو (۱۳۷۴)
- گریز از مرگ (۱۳۷۴)
- مرد پنجم (۱۳۷۳)
- آبادانی‌ها (۱۳۷۱)
- دو نیمه سیب (۱۳۷۰)
- طغیان (۱۳۶۴)
- ملخ زدگان (۱۳۶۲)
- فریاد مجاهد (۱۳۵۸)
- دو مرد خشن (۱۳۵۷)
- مرد ماجراجو / ملاقات با مرگ (۱۳۵۷)
- عدالت (۱۳۵۵)
- حرفه‌ای (۱۳۵۵)
- سیاه بخت (۱۳۵۵)
- مشکی (۱۳۵۴)
- کلاهبردار بین‌المللی (۱۳۵۳)
- نبرد عقاب‌ها (۱۳۵۳)
- شرور (۱۳۵۲)
- گریز از مرگ (۱۳۵۲)
- هفت دلاور (۱۳۵۲)
- آخرین نبرد (۱۳۵۱)
- ایواللّه (۱۳۵۰)
- وحشی جنگل (۱۳۵۰)
- دور دنیا با جیب خالی (۱۳۴۹)
- رام کردن مرد وحشی (۱۳۴۹)
- عقاب طلایی (۱۳۴۹)
- قهرمانان نمی‌میرند (۱۳۴۹)
- نامادری (۱۳۴۹)
- آخرین مبارزه (۱۳۴۸)
- زن وحشی وحشی (۱۳۴۸)
- سه فراری (۱۳۴۸)
- نسل شجاعان (۱۳۴۸)
- سر سخت (۱۳۴۷)
- قوس و قزح (۱۳۴۷)
- آشیانه خورشید (۱۳۴۶)
- فراری (۱۳۴۶)
- یکه‌بزن (۱۳۴۶)
- آقا دزده (۱۳۴۵)
- شارلاتان (۱۳۴۵)
- کلاه نمدی (۱۳۴۵)
- دنیای پول (۱۳۴۴)
- سه تا نخاله (۱۳۴۴)
- مزد خونین (۱۳۴۴)
- نبرد غول‌ها (۱۳۴۴)
- ولگرد قهرمان (۱۳۴۴)
- ببر رینگ (۱۳۴۳)
- ستاره صحرا (۱۳۴۳)
- طلای سفید (۱۳۴۱)

### تهیه‌کننده
- بدلکاران (۱۳۷۶)
- طغیان (۱۳۶۴)
- ملخ زدگان (۱۳۶۲)
- سرباز اسلام (۱۳۵۹)
- فریاد مجاهد (۱۳۵۸)

### طراح صحنه
- گودال (۱۳۶۵)

### دکور
- گودال (۱۳۶۵)